# 歌集 -桜-
『- 歌集－桜－』（かしゅう-さくら-）は、Sindyの1枚目のカバーアルバム。2011年3月2日発売。発売元はタクミノート（テイチクエンタテインメント）。

## 解説
Sindyの1stアルバム。「桜」をテーマにした歌がカバーされている。

## 収録曲
1. 桜(コブクロ)　編曲：宗本康兵
  - コブクロの楽曲。
2. 桜（河口恭吾）　編曲：紺野紗衣
  - 河口恭吾の楽曲。
3. チェリー　編曲：堀向直之
  - スピッツの楽曲。
4. 桜坂　編曲：Sindy
  - 福山雅治の楽曲。
5. 桜（FUNKY MONKEY BABYS）　編曲：三浦秀秋
  - FUNKY MONKEY BABYSの楽曲。
6. 桜（リュ・シウォン）　編曲：堀向直之
  - リュ・シウォンの楽曲。
7. さくら（独唱）　編曲：宗本康兵
  - 森山直太朗の楽曲。

| スタブアイコン | サブスタブ | この項目は、まだ閲覧者の調べものの参照としては役立たない、アルバムに関連した書きかけの項目です。この項目を加筆・訂正などしてくださる協力者を求めています（P:音楽/PJ:アルバム）。 |